# Dichromodes cirrhoplaca
Dichromodes cirrhoplaca là một loài bướm đêm trong họ Geometridae.